# غاري زيمرمان
غاري زيمرمان (بالإنجليزية: Gary Zimmerman)‏ هو لاعب كرة قدم أمريكية أمريكي، ولد في 13 ديسمبر 1961 في فوليرتون في الولايات المتحدة.

## وصلات خارجية
- غاري زيمرمان على موقع مرجع كرة القدم المحترفة.كوم (الإنجليزية)
- غاري زيمرمان على موقع إن إن دي بي (الإنجليزية)